# Эстляндский егерский корпус
Эстляндский егерский корпус — пехотное подразделение армии Российской империи в XVIII веке.
24 августа 1788 года указом Екатерины II из команд разных пехотных полков, а также из вольных людей в губерниях, равным образом мещан и казённых крестьян Рижского, Ревельского и Белорусского наместничеств с дополнением рекрутами был сформирован Эстляндский егерский корпус в составе четырёх батальонов. Наблюдение и ответственность за формиривание этого корпуса возлагалась на ревельского губернатора генерал-майора Врангеля.
29 ноября 1796 года Эстляндский егерский корпус был расформирован и на его основании образованы отдельные 5-й и 6-й егерские батальоны. Впоследствии эти батальоны были присоединены к Эстляндскому и Псковскому пехотным полкам.
4-й батальон Эстляндского егерского корпуса в 1788—1790 годах принимал участие в русско-шведской войне, а затем корпус в полном составе сражался в Польше в 1792 году с конфедератами и в 1794 году с повстанцами Костюшко.